# عن عبودية الإنسان
عن عبودية الإنسان (بالإنجليزية: Of Human Bondage)‏ هي رواية صدرت عام 1915 بقلم سومرست موم. ومن المتفق عليه عموما أنها رائعته وأنها سيرة ذاتية له، رغم أن موم قال مرارا أنها رواية، وليست سيرة ذاتية. قرر موم في الأصل أن يدعوها جمال من الرماد، واستقر أخيرا على العنوان الذي أخذه من مقطع من أخلاقيات سبينوزا. احتلت الرواية المرتبة 66 على قائمة أفضل 100 رواية باللغة الانجليزية من القرن العشرين والتي أعدتها المكتبة الحديثة.

## روابط خارجية
- عن عبودية الإنسان على موقع الموسوعة البريطانية (الإنجليزية)